# Hip-hop (kultura)
Hip-hop – miejska kultura, powstała w afroamerykańskich społecznościach w Nowym Jorku w latach siedemdziesiątych XX wieku. Zapoczątkowana została w południowej części Bronxu. Początkowo miała służyć terapii młodzieży i przyczyniała się do zapobiegania wojnom gangów.

## Wstęp
DJ Afrika Bambaataa wprowadził pojęcie czterech filarów hip-hopu, którymi są rap, DJ-ing, b-boying i graffiti. Część środowiska hip-hopowego dodaje jeszcze piąty filar – wiedzę, gdyż jej brak wywołuje nieprawdziwy, stereotypowy wizerunek tej kultury. Innym, ważnym elementem, jest beatbox.
Od momentu powstania w południowym Bronksie, kultura hip-hopu rozprzestrzeniła się na cały świat. Muzyka hip-hop powstała, gdy DJ-e zaczęli tworzyć bity za pomocą zapętlania zapisów partii solowych, granych oryginalnie na perkusji na dwóch gramofonach, robiąc tak zwany sampling. Do tego doszedł rap, czyli rodzaj ekspresji wokalnej, polegający na rytmicznym wypowiadaniu słów i ich rymowaniu, oraz beatbox – technika wokalna, polegająca głównie na naśladowaniu dźwięków i różnych efektów technicznych, stosowanych przez DJ-ów. Oryginalny taniec i styl ubierania się, stworzony przez fanów nowej muzyki, spowodował rozbudowę i udoskonalenie się wciąż powstającej kultury.

## Etymologia
Nazwa hip-hop jest połączeniem dwóch slangowych określeń – „hip” (znaczącego „teraźniejszy, obecny, świadomy, dobrze poinformowany, modny, popularny”; dosłownie też „biodro”) i „hop”, oznaczającego specyficzny styl poruszania się, podskoki, taniec.
Keith „Cowboy” Wiggins, członek Grandmaster Flash and the Furious Five, wymyślił termin hip-hop w 1978 podczas przedrzeźniania kolegi, który dołączył do amerykańskiej armii, scatując słowa „hip/hop/hip/hop” w sposób, który przedrzeźniał rytm marszu żołnierzy. Później Cowboy wprowadził to wyrażenie do własnych występów. Pierwotnie termin „hip hoppers” miał pejoratywny wydźwięk, ale niedługo zaczął być identyfikowany z powstająca kulturą.
W 1979 roku grupa The Sugarhill Gang wydała utwór uznawany za jeden z pierwszych kawałków rapowych – Rapper’s Delight. Rozpoczyna się on słowami „I said a hip hop. The hippie, the hippie. To the hip hop. And you don’t stop”, co przyjęto później za jeden ze źródłosłowów terminu hip-hop.
Inne źródła podają, że nazwa wzięła się od hasła wykrzykiwanego przez ulicznych tancerzy: „Hip Hop, Don’t Stop!”, które było zarazem tytułem utworu Mana Parrisha.
Słów hip-hop używał MC Lovebug Starski w przerwach między nagraniami, aby podtrzymać rytm.

## Główne filary

### DJ-ing
Turntablizm to sztuka prezentowana przez osoby zwane DJ-ami, polegająca na posługiwaniu się gramofonem poprzez tworzenie scratchy czy beat jugglingów na płycie winylowej. Jednym z pierwszych DJ-ów jest DJ Kool Herc, który wydzielił tak zwane „breaki” (części utworów, skupiające się na samym bicie) jako oddzielne formy muzyki hip-hop. Wraz z rozwojem technik muzycznych, DJ-e Grandmaster Flowers, Grandmaster Flash, Grand Wizard Theodore i Grandmaster Caz poczynili dalsze innowacje, m.in. poprzez wprowadzenie skreczy.
Zgodnie z tradycją, DJ używa równocześnie dwóch płyt i miksuje pomiędzy nimi. Są one połączone z mikserem, wzmacniaczem, głośnikami i innym elektronicznym sprzętem muzycznym, w tym mikrofonem i efektem gitarowym. DJ miksuje dwie aktualnie grające płyty i/lub wykonuje „scratching”, poruszając jedną z płyt i manipulując równocześnie crossfaderem na mikserze. W efekcie miksowania dwóch płyt powstaje unikalny dźwięk wytworzony przez pozornie połączone brzmienie dwóch utworów w jeden.
Role DJ-a i producenta muzycznego są różne, choć w pewnym stopniu się pokrywają. DJ przybliża rzadkie utwory i nowych artystów klubowej publiczności poprzez wprowadzanie ich do obiegu.
W początkach hip-hopu DJ-e byli gwiazdami, ponieważ tworzyli nową muzykę i bity ze swoich płyt. Pod koniec lat 70. za sprawą twórczych raperów takich jak Kurtis Blow, Melle Mel z Grandmaster Flash czy Furious Five, czołową rolę przejęli MCs.

### MC
Rapowanie (znane też jako emceeing, MCing lub po prostu rymowanie) to „wypowiadanie lub rytmiczne recytowanie rymujących się słów przy mocnym akompaniamencie”. Zazwyczaj składają się na nie złożone gry słowne, szybka „nawijka” i wykorzystanie ulicznego slangu, którego część przynależy wyłącznie do kultury hip-hopowej. Rapowanie wykonywane jest do bitu, który może być stworzony przez DJ-a albo bitboksera. Rapować można również bez akompaniamentu.
Składniki rapu to treść, flow („płynięcie” po bicie, na które składają się rytm i rymy) oraz nawijka.
Użycie słowa „rap” do opisu szybkiej, slangowej mowy i błyskotliwej riposty datuje się na długo przed powstaniem tej formy muzycznej. MCing to forma ekspresji obecna w antycznej kulturze afrykańskiej oraz tradycji oralnej. W historii społeczności afroamerykańskiej werbalne akrobacje oraz potyczki z udziałem rymów cieszyły się dużą popularnością.

### Graffiti

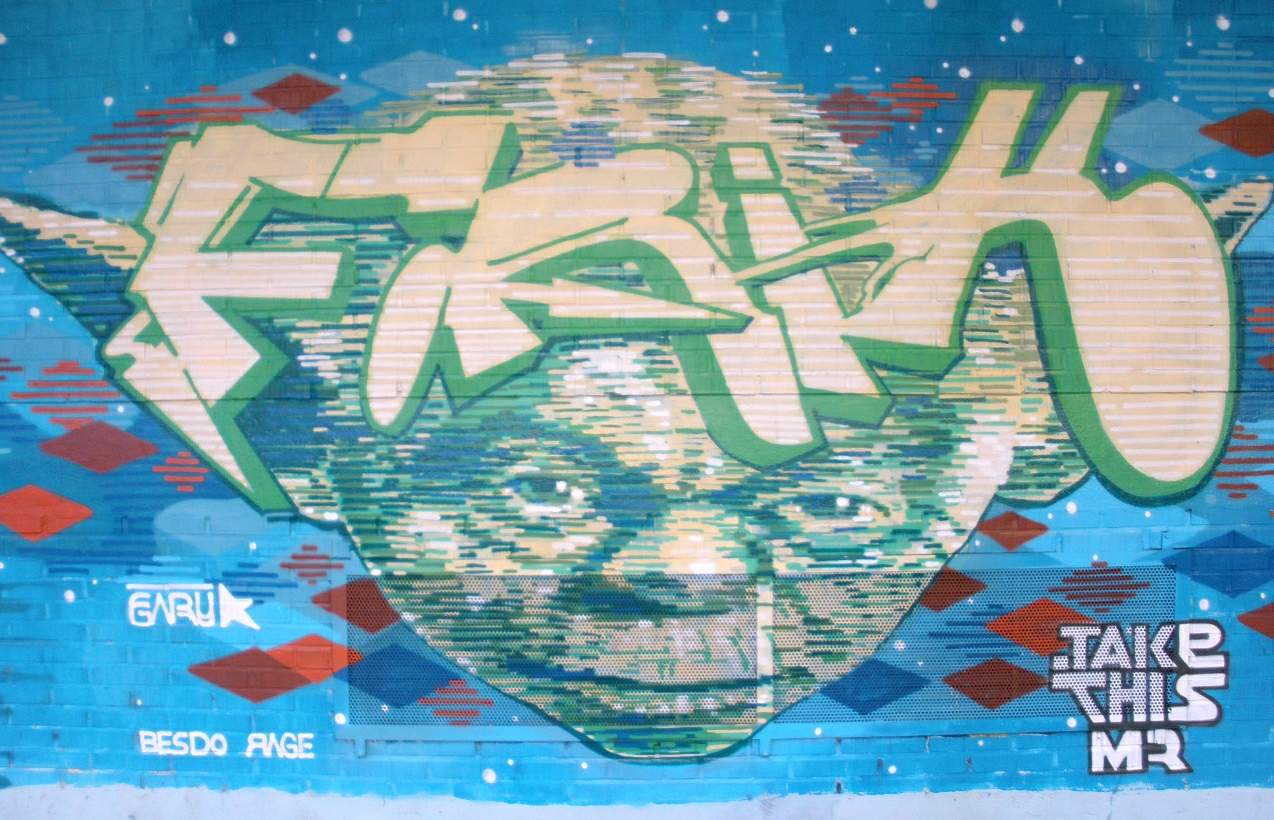
Graffiti w Vitorii

Graffiti jest uznawane za ekspresję wizualną tej muzyki, tak jak B-boying. Jego powszechne tworzenie wywodzi się z lat sześćdziesiątych XX w., kiedy to gangi, takie jak Savage Skulls, La Familia czy Savage Nomads, stosowały go do oznaczania swojego terytorium.
Jednym z najpopularniejszych wówczas grafficiarzy, a zarazem pierwszych w Nowym Jorku, był Portorykanin JULIO 204. Jako członek gangu Savage Skulls zaczął wypisywać swoją ksywę na murach w swojej dzielnicy w 1968 roku.
Inny grafficiarz nowojorski, TAKI 183, zdobył popularność dzięki tagowaniu na obszarze całego miasta. Jego pseudonim wziął się od skrótu imienia (Grek Demetrius) oraz nazwy ulicy (183-cia ulica na Washington Heights). W 1971 roku w „New York Timesie” ukazał się artykuł „'Taki 183' Spawns Pen Pals”. Bezpośrednio po tym wydarzeniu popularność sztuki tagowania niesłychanie wzrosła.
Jedną z najpopularniejszych form graffiti jest tagowanie. „Tag” oznacza w języku angielskim „metkę”, element firmujący dany produkt. Tag to prosty podpis, wykonywany za pomocą markera bądź farby w sprayu. Ma wygląd pojedynczej kreski o powyginanym kształcie. Tag może być wykorzystany do oznakowania swojej pracy bądź też jako osobna forma twórczości. Stosuje się go do znakowania terenu, zaznaczenia swojej obecności w danym miejscu. O wartości danego tagu decyduje jego styl oraz miejsce, w którym jest umieszczony – im bardziej niebezpieczne, tym lepiej.
Tagowanie wywodzi się z Filadelfii i Nowego Jorku, a obecnie można je spotkać na całym świecie. Znakowanie własności publicznej oraz prywatnej innych osób bez ich zgody może być uznane za wandalizm, a tagującemu grozi aresztowanie i kara pozbawienia wolności. W kulturze hip-hopowej tagowanie budynków, pociągów, mostów i innych obiektów uznawane jest za sztukę, a same tagi są częścią złożonego systemu symboli z własnymi kodami społecznymi i zasadami subkultury. Niektóre przykłady tej sztuki są prawnie chronione i ich usuwanie jest nielegalne.

### B-boying

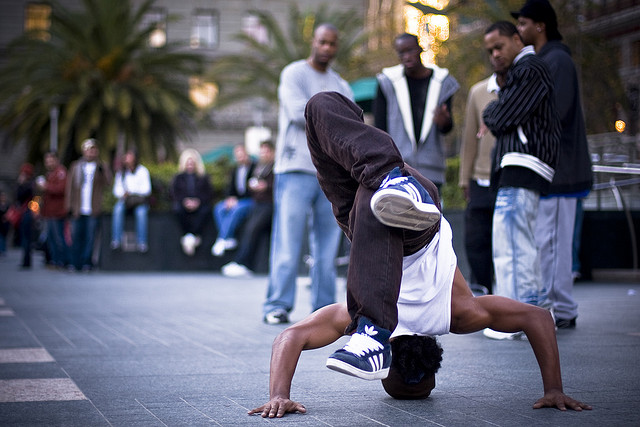
B-boy wykonujący freeze

B-boying to rodzaj tańca, wymyślony przez członków kultury hip-hop, wymagający dobrych predyspozycji fizycznych, kondycji oraz dobrego poczucia rytmu. Osoba tańcząca breakdance to b-boy/biboj (mężczyzna) lub b-girl/bigerl (kobieta). Jest to skrót od słowa break-boy/breakdance-boy. Występują w nim tak zwane „bitwy” (ang. battles, w slangu polskim batelki) polegające na publicznym prezentowaniu swoich zdolności tanecznych w celu ukazania swojej wyższości nad przeciwnikiem.

## Wpływ społeczny

### Język
Język hip-hopu jest osadzony we współczesnej rzeczywistości i stanowi jej świadectwo, dokumentując słownictwo używane w danym czasie i określone zjawiska. Jest on narzędziem przekazywania treści, które umożliwia dotarcie do określonej grupy odbiorców, a także stanowi o przynależności do subkultury. W hip-hopie język jest dostosowany do zaangażowanego, autentycznego przekazu. Cechuje go bezkompromisowość i radykalizm, w tym także chętne używanie wulgaryzmów, które służą podkreśleniu stanu emocjonalnego wykonawcy. Element związany z patriotyzmem lokalnym stanowi slang, inny w każdym regionie, mieście czy kraju. Znajomość slangu jest kluczowa dla zrozumienia przekazu, co wpływa na narodowy bądź regionalny charakter tego gatunku muzycznego.
Wiele słów w języku hip-hopu jest zapożyczonych z języka angielskiego, także w wersji spolszczonej, tzn. zapisywanych fonetycznie (joł zamiast yo, fejm zamiast fame). Adaptowane są całe związki frazeologiczne, na przykład być na majku (on the mic) czy nawijać na wolnym (freestyle). W języku hip-hopu występują neologizmy, skróty i akronimy. Cechuje go także wysoki stopień perswazyjności, uzyskiwany poprzez wykorzystanie trybu rozkazującego, aluzji i sugestii.

### Moda

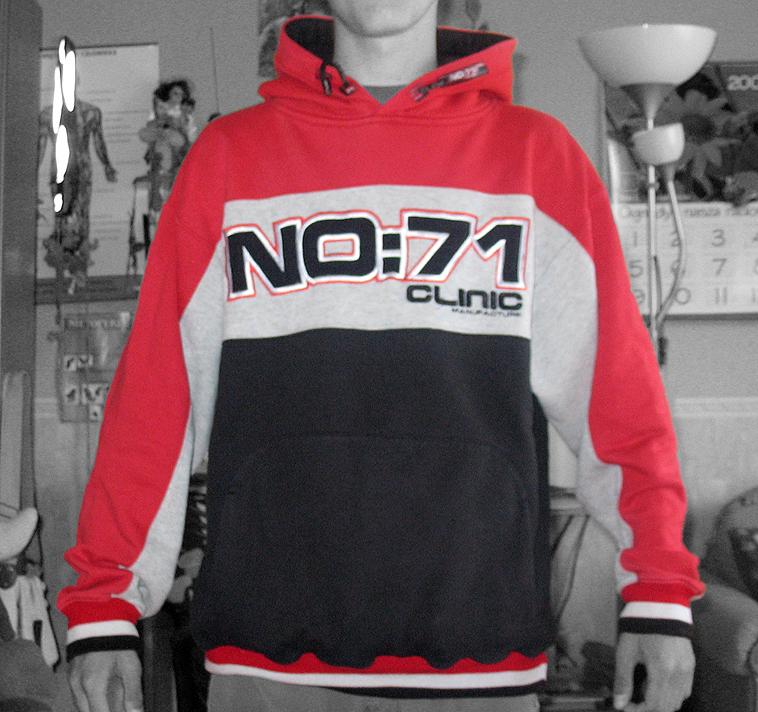
Bluza z kapturem

Charakterystyczny ubiór to element wyróżniający hip-hopowca i umożliwiający mu identyfikowanie się z subkulturą. Moda hip-hopowa obejmuje luźne spodnie dresowe, obszerne bluzy, sportowe buty, czapki oraz inne części ubioru, które sprawiają wrażenie za dużych. Styl ten ma odniesienie do przeszłości czarnych niewolników pozbawionych pasów w spodniach, a w rodzimej rzeczywistości nawiązuje do stroju uciskanych polskich chłopów nieposiadających pasów w lnianych spodniach. B-boye noszą wąskie (a także dresowe – szczególnie ze starych kolekcji firmy Adidas z lat 80.) spodnie, które nie krępują ich ruchów podczas tańca. Istnieje wiele polskich oraz zagranicznych marek, które specjalizują się w produkcji ubrań streetwear i urban style. Częstym motywem na tego typu strojach jest graffiti o dużych, krzykliwych literach. Moda hip-hopowa nastawiona jest na wygodę. To także znak buntu przeciw normom społecznym.

### Media
Hip-hop jako kultura ulicy w początkach swojego istnienia nie był obecny w masowych mediach. Współcześnie również jest on tam widoczny w śladowych ilościach ze względu na jego autentyczność wiążącą się z niechęcią raperów do komercjalizacji, a także przez obecność wulgaryzmów. Jak twierdzi raper Vienio: „Nie jesteśmy obecni w mediach głównego nurtu, ale nie musimy, bo Internet pozwolił nam prężnie działać. Młodzi wykonawcy mogą wrzucać szybko kawałki na platformy muzyczne, żeby się zaprezentować. Firmy fonograficzne próbowały na nas zbić fortunę, ale sami zaczęliśmy działać i tworzyć własne wytwórnie, żeby być maksymalnie niezależnymi. Media odwróciły się od hip hopu, ale ostatnio znowu się do nas przykleiły za sprawą filmu Jestem Bogiem. Pewnie wkrótce znowu się odwrócą, ale poradzimy sobie”. Niezależność raperów, dążenie do prawdziwości przekazu oraz utrzymania bezpośredniego kontaktu z fanami sprawiają, że kultura hip-hopowa pozostaje zdystansowana od komercjalnych mediów.

### Edukacja
Hip-hop ma duży wpływ na młodzież, dlatego tak istotna jest jego treść. Wśród poruszanych w nim tematów pojawiają się mizoginia, przemoc, narkotyki, czy problemy społeczne, ale także tematy pozytywne – poleganie na sobie, lojalność wobec rodziny i przyjaciół, chęć do zmiany na lepsze, honor, czy wiara w siebie. Taki przekaz może być inspirujący dla młodych ludzi starających się wyjść z biedy czy patologicznego środowiska lub w pokonaniu przeciwności losu. Hip-hop może stanowić narzędzie edukacyjne rozwijające krytyczne spojrzenie na świat oraz kreatywność – poprzez pisanie, tworzenie muzyki czy aktywność społeczną. Teksty hip-hopowe nadają się do wykorzystania do nauki środków stylistycznych takich jak metafora, ironia, temat, motyw, fabuła, perspektywa czy kompozycja.

### Rola kobiet w hip-hopie

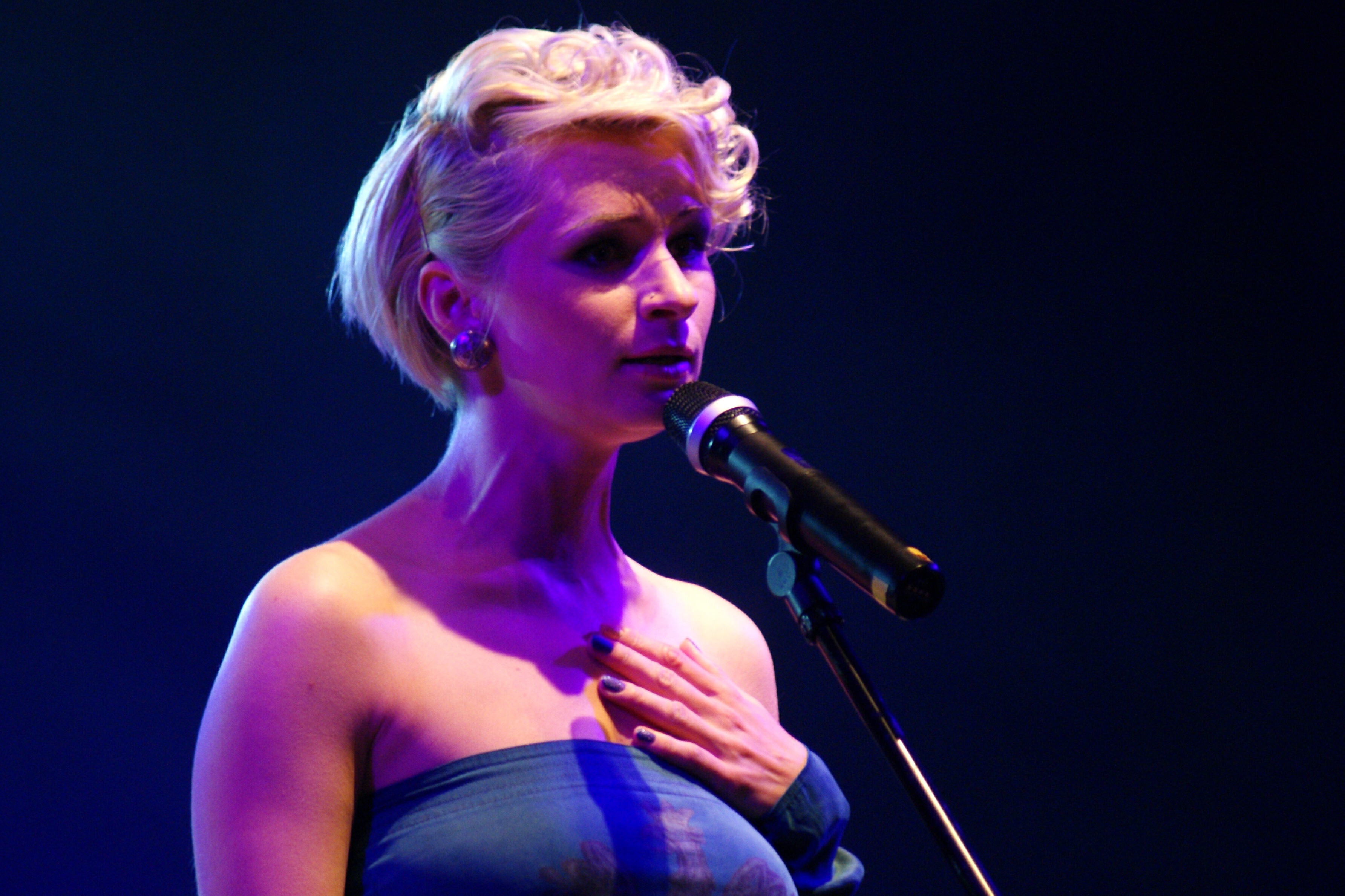
Raperka Lilu

Hip-hop jest dziedziną kultury zdominowaną przez mężczyzn. W początkowym okresie rola kobiet ograniczała się do uczestnictwa w teledyskach. Na przełomie lat osiemdziesiątych i dziewięćdziesiątych na muzycznej scenie pojawiły się Lil Kim, Foxy Brown, Left Eye wraz z grupą TLC oraz zespół Salt-N-Pepa. W Polsce kobiety w rapie zaistniały po 2000 roku za sprawą zespołu Sistars, łączącego rap z brzmieniami soulu i rhythm and bluesa. Wówczas swoją karierę rozpoczęły także raperki Lilu czy Wdowa.
Obecnie kobiety uczestniczą w tworzeniu wszystkich filarów tej subkultury, jednak nadal jest ich niewiele. Wynika to z przeświadczenia, że hip-hop z powodu swojej brudnej i wulgarnej natury zarezerwowany jest tylko i wyłącznie dla płci męskiej.

## Rodzaje hip-hopu w Polsce
Rap jako gatunek muzyczny dzieli się na podgatunki w zależności od stylu oraz tematyki. Najczęściej poszczególni raperzy identyfikowani są z konkretnym podgatunkiem rapu.

### Hardcore psycho-rap
To bardzo specyficzny gatunek hip-hopu, zapoczątkowany w Polsce przez zespół Kaliber 44 w składzie: Magik, AbradAb i Joka, a także Jajonasz (producent muzyczny znany później też jako Lukatricks). Jednym z pierwszych zespołów, którzy tworzył w klimacie psycho-rapu był także 3xKlan. Ten podgatunek można scharakteryzować jako mieszankę hip-hopu i psychodeli. Psycho-rap był prekursorski w połowie lat 90. i w tamtym czasie przyczynił się do rozwoju polskiej sceny hip-hopowej. Obecnie wykonawcą tej muzyki jest np. Kleszcz

### Rap inteligencki
Rap inteligencki cechują wielowarstwowość tekstów i koncentracja na przemyślanej treści. Tego typu muzyki słuchają nawet osoby, które nie identyfikują się w żaden inny sposób z hip-hopem. Dzieje się tak ze względu na inteligentny przekaz oraz wysoki poziom kultury osobistej raperów reprezentujących ten podgatunek. Wśród nich można wymienić Łonę, Fisza, Bisza oraz Taco Hemingwaya.

### Rap chrześcijański
Cechą konstytuującą ten podgatunek są liczne odwołania do chrześcijańskiego światopoglądu. Jest to forma ewangelizacji młodych ludzi, dzięki której mogą oni uczestniczyć w życiu religijnym wspólnoty Kościoła. Mimo pozytywnej intencji, rap chrześcijański spotyka się z krytyką ze strony osób starszych, które pojmują hip-hop jako „narzędzie szatana”, nieodpowiednie do przekazywania religijnych treści. Tego rodzaju muzykę w Polsce tworzy na przykład Tau czy ksiądz Jakub Bartczak.

### Trueschool/Oldschool
Określany potocznie jako „prawdziwa szkoła”, jest to klasyczny rap tworzony z wykorzystaniem zapętlonych bitów. W warstwie muzycznej występują cięte sample, bity składające się z często z mocnych, brudnych kicków, hi-hatów, werbli i bassu (tzw. boom bap) oraz cuty. W trueschoolu dużą rolę odgrywają m.in. styl, flow, oryginalność, zabawa słowem, techniczne i niebanalne rymy, storytelling i punchline’y. Ten podgatunek cechuje szacunek dla starej szkoły i korzeni hip-hopu.

## Wartości w hip-hopie

### Autentyczność
Jedną z najważniejszych wartości w hip-hopie jest autentyczność, definiowana jako „konieczność pokrywania się przekazu z tym, co się robi i jak się żyje na co dzień”. Za autentycznych uważani są ci raperzy, którzy nie dają się zmanipulować mediom i pozostają wierni swoim przekonaniom i korzeniom. Autentyczność wiąże się z pamięcią o swoim pochodzeniu i początkach kariery, a także lojalnością wobec „ziomków z dzielni”. Rap tworzą ludzie wychowani na ulicy, którzy nierzadko angażują się w nielegalne przedsięwzięcia, takie jak sprzedaż narkotyków czy paserstwo, próbując poprawić swoje warunki bytowe. Ich twórczość przepełniona jest niechęcią do rządu oraz policji, które nie zwracają uwagi na problemy przeciętnego człowieka bądź wręcz utrudniają mu polepszenie losu. Dlatego też przeciwieństwo autentyczności stanowi komercjalizacja, „sprzedanie się” masowym mediom.

### Lokalny patriotyzm
W hip-hopie dużą wagę przywiązuje się do patriotyzmu lokalnego i „reprezentowania” swojej dzielnicy bądź miasta. Raperzy często identyfikowani są z miejscem, z którego pochodzą – na przykład Peja z Poznaniem, Tede z Warszawą, Łona ze Szczecinem, Liroy z Kielcami czy Te-Tris z Siemiatyczami. Przywiązanie do miejsca zamieszkania przejawia się w charakterystycznych zachowaniach, stylu bycia oraz podejmowanej tematyce. Ogólnie przyjęte wzorce hip-hopowe są różnie interpretowane przez mieszkańców różnych miast i państw. Porozumienie jest możliwe dzięki uniwersalnemu charakterowi wartości obecnych w kulturze hip-hopowej, który umożliwia znalezienie wspólnego języka.

## Pisownia terminu hip-hop
Najpopularniejszą formą pisowni omawianego terminu w polszczyźnie jest hip-hop, aczkolwiek spotyka się również inne wersje – Hip-Hop, hip hop czy Hip Hop. Pisownia nazwy wielkimi literami jest nie do zaakceptowania z punktu widzenia polskiej normy ortograficznej.
Brak jednoznacznych ustaleń w zakresie pisowni terminu hip-hop występuje również w środowisku anglojęzycznym, skąd termin ten się wywodzi. W ramach ujednolicenia zasad ortograficznych pojawił się pogląd, iż w języku angielskim nazwa pisana małymi literami mogłaby być stosowana do określenia gatunku muzycznego, a wielkimi w odniesieniu do zjawiska kulturowego. Taka pisownia nie jest jednak zgodna z polskimi konwencjami ortograficznymi.

## Kultura hip-hopowa w Polsce

### Początki
- 1984 – w programie telewizyjnym Jarmark zaprezentowano teledysk Street Dance nowojorskiego zespołu Break Machine(inne języki). Utwór był też nadawany w telewizyjnych Przebojach Dwójki. W programie Jarmark wymyślono wtedy polską nazwę taniec połamaniec jako odpowiednik Break Dance. Franek Kimono użył tej nazwy w swojej piosence Breakdance.
- 1984/5 – przywiezione do Polski z USA pierwsze filmy na kasetach VHS – Beat Street(inne języki) (wyd. lipiec 1984 USA), Wild Style(inne języki) (wyd. 1983 USA), Style Wars(inne języki), Breakin(inne języki) – przedstawiające taniec break dance, graffiti, bitwy taneczne i ogólnie kulturę hiphopową, opowiadające historie ludzi związanych z kulturą hip-hop, stały się źródłem wiedzy i elementarzem kultury Hip-Hop przede wszystkim dla tancerzy
- 1984 – emisja w programie II TVP teledysku Rock Steady Crew(inne języki) – „Uprock”. Wraz z emisją tych teledysków w Polsce zaczęła się „moda na breakdance”[34]
- 1985 – w Kielcach – Mistrzostwa Polski w tańcu disco, rap i break dance
- 1985 – ogólnopolski turniej breakdance w Piotrkowie Trybunalskim
- lata 90. – rozwój muzyki Rap, DJ-ing i Graffiti
- 1993-97 – Audycje radiowe Bogny Świątkowskiej, określanej „matką chrzestną polskiego hip-hopu”[35]. Od 1993 wraz z Sebastianem Imbierowiczem (znanym później jako DJ 600V) prowadziła w radiu Kolor, a później w innych stacjach stałą audycję Kolorszok” poświęconą kulturze hip-hopowej[36]